# Grafschaft Braine
Die französische Grafschaft Braine um den Hauptort Braine in heutigen Département Aisne wurde im 11. Jahrhundert gegründet. Sie befand sich im Einflussbereich der Grafen von Champagne.
Durch Heirat gelangte sie im 12. Jahrhundert an die kapetingischen Grafen von Dreux, im 14. Jahrhundert an das Haus Pierrepont, Mitte des 15. Jahrhunderts an das Haus Broyes und 1536 schließlich an das Haus de La Marck, dessen Linie in Braine in der zweiten Hälfte des 18. Jahrhunderts ausstarb.

## Grafen von Braine

### Haus Baudement
- André de Baudemont († 19. Juli 1142), Seigneur de Ferté-en-Tardenois, de Nesles, de Longueville, de Quincy de Baudemont, 1118 Seneschall der Champagne; ⚭ Agnès
- Guy de Baudemont († 1144), deren Sohn
- Agnès de Baudemont († vor 1217), Dame de Braine, dessen Tochter; ⚭ 1153 Robert von Frankreich, Graf von Dreux († 1188)

### Haus Frankreich-Dreux
- Robert I. der Große († 11. Oktober 1188), 1132 Graf von Dreux, 1152 Graf von Braine, Ehemann von Agnès de Baudemont
- Robert II. († 28. Dezember 1218), 1184 Graf von Dreux und Braine, deren Sohn; ⚭ 1184 Jolande de Coucy († 18. März 1222)
- Robert III. († 3. März 1234), 1218 Graf von Dreux und Braine, deren Sohn; ⚭ 1210 Aenor de Saint-Valéry († 1250 nach 15. November)
- Johann I. († 1249), 1234 Graf von Dreux und Braine, deren Sohn; ⚭ 1240 Marie de Bourbon († 24. August 1274)
- Robert IV. († 12. November 1282), 1249 Graf von Dreux und Braine, deren Sohn; ⚭ 1260 Béatrix, Gräfin von Montfort-l’Amaury († 9. März 1311)
- Johann II. († 7. März 1309), 1282 Graf von Dreux, Braine, Montfort und Joigny, deren Sohn; ⚭ 1292 Jeanne de Beaujeu, Dame de Monpensier († Januar 1308)
- Robert V. († 22. März 1329), 1309–1323 Graf von Dreux, 1293–1323 Graf von Braine, deren Sohn
- Johanna (testiert Oktober 1324), 1323 Gräfin von Braine, Schwester Johanns II., ⚭ vor 1292 Johann IV., Graf von Roucy, Seigneur de Pierrepont († 1302)

### Haus Pierrepont
- Johann V. (X 25./26. August 1346), Graf von Roucy, Braine und Rochefort, deren Sohn; ⚭ 1308 Marguerite de Baumetz, Dame de Blason etc. († 1368)
- Robert II. († 1364), Graf von Roucy etc., deren Sohn; ⚭ Marie d’Enghien († nach Oktober 1378)
- Simon († 18. Februar 1392), Graf von Braine, Bruder Roberts II.
- Hugo II. († 25. Oktober 1395), Graf von Braine, 1391 Graf von Roucy, Neffe Simons; ⚭ Blanche de Coucy, Dame de Montmirail († 24. Februar 1410)
- Johann VI. (X 25. Oktober 1415), 1395 Graf von Roucy und Braine, deren Sohn; ⚭ 1398 Isabelle de Montaigu, Dame de Marcoussis († 24. Oktober 1429)
- Johanna († 3. September 1459), Dame de Roucy et Braine, deren Tochter; ⚭ 1414 Robert III. von Saarbrücken († 1464/65), Herr von Commercy

### Haus Broyes
- Amé II. († 1476), 1465 Graf von Braine, deren Sohn; ⚭ 1462 Guillemette de Luxembourg († vor 9. April 1500)
- Robert II. († 4. September 1504), 1476 Graf von Braine, 1495 Graf von Roucy, deren Sohn; ⚭ 5. Februar 1487 Marie d’Amboise († 9. Januar 1519)
- Amé III. († 19. November 1525), 1504 Graf von Braine und Roucy, deren Sohn; ⚭ 18. Juli 1520 Renée de La Marck
- Guillemette († 20. September 1571), 1526 Dame de Braine etc., deren Tochter; ⚭ 1510 Robert III. de La Marck, Herr von Sedan, Marschall von Frankreich († 21. Dezember 1536)

### Haus La Marck
- Robert IV. († 4. November 1556), 1536 Graf von Braine, 1552 Herzog von Bouillon, deren Sohn; ⚭ 1538 Françoise de Brézé, Gräfin von Maulévrier († 14. Oktober 1577)
- Henri Robert († 2. Dezember 1574), 1556 Herzog von Bouillon, Graf von Braine, 1572 Fürst von Sedan, deren Sohn; ⚭ 1559 Françoise de Bourbon († 17. Mai 1587)
- GuillaumeRobert († 1. Februar 1588), 1574 Herzog von Bouillon, Fürst von Sedan, Graf von Braine, deren Sohn
- Charlotte († 15. April 1594), 1588 Herzogin von Bouillon, Fürstin von Sedan, Gräfin von Braine, dessen Schwester
- Charles Robert († 30. November 1622), Graf von Maulévrier, 1594 Graf von Braine, Bruder Henri Roberts; ⚭ 1574 Antoinette de La Tour († 1608)
- Henri Robert († 7. November 1652), Graf von Braine, deren Sohn; ⚭ 1607 Marguerite d‘Autun
- Anne (alias Antoine), Graf von Braine, Bruder Henri Roberts

### Haus Eschalard de La Boulaie
- Maximilien († nach 1674), 1658 Graf von Braine; ⚭ 1633 Louise de La Marck, Tochter von Henri Robert
- Henri Robert Maximilien (X 1675), 1673 Graf von Braine und La Marck, deren Sohn; ⚭ 1657 Jeanne de Saveuse-Bouquainville
- Louise Madeleine († 13. April 1717), Gräfin von Braine, deren Tochter; ⚭ 1689 Jacques Henri II. de Durfort, Herzog von Duras († September 1697)

### Haus Durfort de Duras
- Jeanne Henriette Marguerite († 6. August 1750), Gräfin von Braine, deren Tochter ⚭ 1709 Louis de Lorraine, Prince de Lambesc, Graf von Brionne und Braine († 9. September 1743); sie tritt Braine 1740 an ihre Schwester ab
- Henriette Julie († 20. Juli 1779), deren Schwester, 1740 Gräfin von Braine; ⚭ 1717 Procope Charles Pignatelli, Graf von Egmont, Herzog von Bisaccia († 22. Mai 1743)

### Haus Pignatelli d’Egmont
- Casimir Pignatelli d’Egmont († 1. Dezember 1801), 10. Fürst von Gavre, 8. Herzog von Bisaccia, 14. Graf von Egmont, 1743 Graf von Braine, deren Sohn
- Henriette-Nicole Pignatelli d'Egmont († 1. September 1782), dessen Schwester; ⚭ 1738 Marie-Charles-Louis d’Albert, Herzog von Luynes und Chevreuse († 8. Oktober 1771) – Nachkommen